# Preston 28 February 1980
Preston 28 February 1980 — концертный альбом британской рок-группы Joy Division, записанный во время выступления музыкантов в престонском клубе «The Warehouse» 28 февраля 1980. Данный альбом был выпущен 24 мая 1999 в Великобритании и 13 июля того же года в США.

## Список композиций
Авторы музыки и текстов всех песен — Йен Кёртис, Бернард Самнер, Питер Хук, Стивен Моррис.
| №   | Название             | Длительность |
| --- | -------------------- | ------------ |
| 1.  | «Incubation»         | 3:06         |
| 2.  | «Wilderness»         | 3:02         |
| 3.  | «Twenty Four Hours»  | 4:39         |
| 4.  | «The Eternal»        | 8:39         |
| 5.  | «Heart and Soul»     | 4:46         |
| 6.  | «Shadowplay»         | 3:50         |
| 7.  | «Transmission»       | 3:23         |
| 8.  | «Disorder»           | 3:23         |
| 9.  | «Warsaw»             | 2:48         |
| 10. | «Colony»             | 4:16         |
| 11. | «Interzone»          | 2:28         |
| 12. | «She's Lost Control» | 5:02         |